# 347 f.Kr.

## Händelser

### Efter plats

#### Grekland
- I efterdyningarna av den makedoniska segern vid Olynthos, söker Aten fred med Makedonien. Det är framförallt den atenske ledaren Eubulos, som vill detta, eftersom hans finansiella politik är grundad på antagandet att Aten inte skall delta i långa och kostsamma krig. Demosthenes finns bland dem som stöder en kompromiss.
- En atensk delegation, bestående av Demosthenes, Aischines och Filokrates, skickas officiellt till Pella för att förhandla fram en fred med Filip II av Makedonien. Under förhandlingarna försöker Aischines få atenarna att förlika sig med Makedoniens expansion i Grekland.

#### Romerska republiken
- Myntning introduceras i Rom för första gången.

### Efter ämne

#### Filosofi
- Vid Platons död blir hans brorson Speiosippos ledare för hans Akademi.
- Aristoteles lämnar Aten på grund av de antimakedoniska känslor, som har uppstått i staden efter att Filip II har plundrat den grekiska stadsstaten Olynthos året innan. Med honom följer en annan notabel akademimedlem, Xenokrates från Chalkedon. De grundar en ny akademi på den mindreasiatiska sidan av Egeiska havet i den nybyggda staden Assos.

## Födda
- Roxana, hustru till Alexander den store (född omkring detta år; död 309 f.Kr.)

## Avlidna
- Platon, grekisk filosof, grundare av Akademin i Aten (född omkring 427 f.Kr.)
- Eudoxos från Knidos, grekisk filosof och astronom, som kom att fortsätta Platons idéer (död detta år eller 355 f.Kr.; född 410 eller 408 f.Kr.)